# Stanislav Petrov
Stanislav Petrov (russo: Станислав Евграфович Петров; 7 de setembro de 1939 – 19 de maio de 2017) foi um coronel do Exército Vermelho que, em 26 de setembro de 1983, evitou uma potencial guerra nuclear ao se recusar a aceitar que mísseis estadunidenses tinham sido lançados contra a URSS, apesar da indicação dada pelo sistema de alerta computadorizado. Os alertas do computador soviético mais tarde se revelaram errados, e Petrov ficou conhecido como a pessoa que evitou a Terceira Guerra Mundial e a devastação de boa parte da Terra por armas nucleares. Por causa do sigilo militar e de diferenças políticas e internacionais, os atos de Petrov foram mantidos em segredo até 1998.

## Biografia
Stanislav nasceu em Vladivostok, em 1939. Seu pai, Yevgraf, foi piloto de caças durante a Segunda Guerra Mundial e sua mãe foi enfermeira. Formou-se em 1972 na Faculdade de Engenharia da Força Aérea Russa e depois se alistou na mesma instituição. Foi designado para a organização que supervisionava o novo sistema de alerta antecipado destinado a detectar ataques de mísseis balísticos de países da OTAN.

## O incidente de 1983
O Tenente-Coronel Stanislav Petrov era o oficial do dia no bunker Serpukhov-15 perto de Moscovo no dia 26 de setembro de 1983, época da Guerra Fria. Apenas três semanas e meia antes, os soviéticos haviam derrubado um avião Boeing 747 sul-coreano, matando 269 a bordo. A responsabilidade do Tenente-Coronel Petrov era observar a rede de alerta preventivo por satélites e notificar seus superiores sobre qualquer possível ataque com míssil nuclear contra a URSS. Caso isto ocorresse, a estratégia da União Soviética era lançar imediatamente um contra-ataque nuclear maciço contra os Estados Unidos, como previsto pela doutrina da Destruição Mútua Assegurada.
Pouco após a meia-noite, os computadores do bunker indicaram que um míssil estadunidense se movia em direção à União Soviética. O Tenente-Coronel Petrov deduziu que havia ocorrido um erro do computador, já que os Estados Unidos não lançariam apenas um míssil se estivessem atacando a União Soviética, e sim vários ao mesmo tempo. Além disso, a confiabilidade do sistema por satélite havia sido questionada anteriormente. Por isso, ele considerou o alerta como alarme falso, concluindo que de fato não havia míssil lançado pelos EUA.
Pouco tempo depois, os computadores indicavam que um segundo míssil tinha sido lançado, a seguir dum terceiro, um quarto e um quinto. Petrov ainda acreditava que o sistema computadorizado estava errado, mas não tinha mais outras fontes de informação para poder confirmar as suas suspeitas. O radar terrestre da União Soviética não tinha capacidade para detectar mísseis além do horizonte, então quando o radar terrestre pudesse positivamente identificar a ameaça, seria tarde demais.
Percebendo que se ele estivesse equivocado, mísseis nucleares logo estariam a chover sobre a URSS, Petrov decidiu confiar na sua intuição e declarou as indicações do sistema como alarme falso. Após um breve momento, ficou claro que seu instinto estava certo. A crise fez nele grande pressão e muito nervosismo, mas o juízo de Petrov foi correto. Uma guerra nuclear de escala total tinha sido evitada.
Naquela noite, não estava agendado para Petrov estar de guarda. Se ele não estivesse lá, seria possível que um outro oficial no comando tivesse feito a decisão contrária.

## Consequências
Apesar de ter prevenido um potencial desastre nuclear, Petrov desobedecera ordens e desafiara o protocolo militar. Mais tarde, ele sofreu intenso questionamento pelos seus superiores sobre a sua atitude durante a prova de fogo, o resultado disso foi que ele não mais foi considerado um oficial militar confiável.
O exército Soviético não puniu Petrov pelas suas ações, mas não reconheceu ou honrou-o também. Suas ações haviam revelado imperfeições no sistema militar soviético, o que deixou seus superiores em maus lençóis. Foi-lhe feita uma reprimenda, oficialmente pelo arquivamento improprio de papelada de trabalho, e sua, uma vez promissora, carreira chegou ao fim. Ele foi recolocado para um posto menos sensível e por fim retirado do serviço militar.
Petrov continuou vivendo na Rússia como pensionista, passando sua aposentadoria na pobreza, na cidade de Fryazino. Disse que não se considera um herói pelo que fez naquele dia, mas mesmo assim, em 21 de Maio de 2004, uma associação californiana, chamada Association of World Citizens, deu ao Coronel Petrov seu prêmio World Citizen Award, junto com um troféu e US$ 1 000,00 em reconhecimento ao papel exercido ao evitar a catástrofe.
Menos de dois meses após o evento de Setembro de 1983, a ABC, rede de TV norte americana, televisionou o controverso filme The Day After. O drama de ficção trata de uma guerra nuclear entre os Estados Unidos e a União Soviética e que efeitos isto teria em famílias vivendo numa típica cidade americana. Hoje em dia, acontecimentos envolvendo Petrov permanecem desconhecidos ao público americano. A maioria das pessoas pensa (incorretamente) que a Crise dos Mísseis de Cuba, vinte anos antes, foi o evento mais recente que poderia ter eclodido numa guerra nuclear.

## Últimos anos e morte
Mesmo evitando um conflito mundial, o governo soviético alegou que Petrov não documentou suas ações de maneira satisfatória e lhe deu uma reprimenda. Em 1984, ele deixou o serviço militar e conseguiu um emprego no instituto de pesquisa que desenvolveu o sistema de alerta de mísseis da União Soviética. Aposentou-se anos depois quando sua esposa foi diagnosticada com câncer para poder cuidar dela, mas ela veio a falecer em 1997. A BBC noticiou que Petrov sofreu um colapso físico e mental em 1998, em que ele teria declarado que foi usado como bode expiatório.
Stanislav Petrov morreu em Fryazino, no dia 19 de maio de 2017 devido à uma pneumonia.